# Лукомка
Луко́мка (бел. Луко́мка, Лукамка, Уюнок) — река в Белоруссии, протекает по территории Чашникского района Витебской области, правый приток реки Уллы. Длина реки — 53 км, площадь водосборного бассейна — 831 км², среднегодовой расход воды в устье — 5,4 м³/с, средний наклон водной поверхности — 0,7 ‰.
Исток реки находится на восточном берегу озера Лукомское, в черте города Новолукомль, устье на юго-восточной окраине города Чашники.
Генеральное направление течения — север, русло сильно извилистое. Лукомка протекает вдоль восточной окраины Лукомской возвышенности по Чашникской равнине. Долина трапециевидная, шириной 400—600 м, в нижнем течении до 5 км. Пойма прерывистая, в верховьях и нижнем течении заболоченная; ширина 200—500 м, на заболоченных участках до 1,6 км. Русло имеет ширину 15-20 м в верхнем течении, 8-12 метров на остальном протяжении.
Наивысший уровень половодья в начале апреля, средняя высота над меженным уровнем 1,1 м. Замерзает в середине ноября, ледоход в конце марта. Около деревни Рудница на реке плотина и небольшое Лукомское водохранилище.
Притоки — Югна, Чёрная Речка (правые).
Помимо городов Лукомка протекает ряд сёл и деревень: Лукомль, Рудница, Колмаки, Лыски, Новосёлки, Почаевичи, Дуброво, Придворье, Малые Смолянцы, Большие Смолянцы.
Впадает в Уллу на окраине города Чашники. Улла после впадения Лукомки и соседней Усвейки резко меняет направление течения с юго-восточного на северное.